# Colpotrochia latifasciata
Colpotrochia latifasciata là một loài tò vò trong họ Ichneumonidae.